# Gelida estate EP
Gelida estate EP è un EP del rapper italiano Gué Pequeno, pubblicato il 21 giugno 2019 dalla Island Records.

## Tracce
1. Niente Photo – 2:39
2. Bamba – 2:18
3. Montenapo (feat. Lazza) – 3:08
4. Maledetto – 3:11
5. President Rolly (feat. Farid Bang) – 3:03